# NGC 474
NGC 474 es una galaxia lenticular de la constelación de Piscis.
Fue descubierta el 13 de diciembre de 1784 por el astrónomo William Herschel.